# Fjaler
Gmina Fjaler (norw. Fjaler kommune) – norweska gmina leżąca w regionie Sogn og Fjordane. Jej siedzibą jest miasto Dale i sunnfjord.
Fjaler jest 235. norweską gminą pod względem powierzchni.

## Demografia
Według danych z roku 2005 gminę zamieszkuje 2916 osób. Gęstość zaludnienia wynosi 6,98 os./km². Pod względem zaludnienia Fjaler zajmuje 278. miejsce wśród norweskich gmin.
| ludność stan na 1 stycznia 2005 |         |           |       |
|                                 | kobiety | mężczyźni | razem |
| osób                            | 1501    | 1415      | 2916  |
| %                               | 51,47%  | 48,53%    | 100%  |

| wykształcenie stan na 1 października 2004 |            |         |        |          |
|                                           | podstawowe | średnie | wyższe | nieznane |
| osób                                      | 546        | 1181    | 428    | 147      |
| %                                         | 23,72%     | 51,3%   | 18,59% | 6,39%    |

## Edukacja
Według danych z 1 października 2004:
- liczba szkół podstawowych (norw. grunnskolar): 6
- liczba uczniów szkół podst.: 384

## Władze gminy
Według danych na rok 2011 administratorem gminy (norw. rådmann) jest Ola Hovland, natomiast burmistrzem (norw. ordfører, d. borgermester) jest Arve Helle.